# والی ریچاردسون
والی ریچاردسون (انگلیسی: Wally Richardson؛ زادهٔ ۱۸۷۰) بازیکن فوتبال اهل انگلستان بود که در پست دفاع بازی می‌کرد.
از باشگاه‌هایی که در آن بازی کرده‌است می‌توان به باشگاه فوتبال لیورپول اشاره کرد.